# Мандо Маврогенус
Мандо̀ Маврогѐнус (на гръцки: Μαντώ Μαυρογένους, Μαντώ Μαυρογένη) е гръцка революционерка, героиня от Гръцката война за независимост, похарчила цялото си състояние за гръцката кауза и организирала кампания в Европа за събиране на пари и оръжие за революцията.

## Биография
Магдалини-Адамандия Маврогенус е родена в Триест, тогава в Австрийската империя, а сега част от Италия. Тя е дъщеря на търговеца и член на Филики Етерия Николаос Маврогенис. Един от нейните предци, прачичото на нейния баща - Николаос Маврогенис е драгоман на османския флот и княз на Влахия. Мандо е красива жена и израства в образовано семейство, повлияно от епохата на Просвещението. Тя учи древногръцка философия и история в колежа в Триест и говори свободно френски, италиански и османски турски език.

## Война за независимост
През 1809 година Мандо Маврогенус се премества в Парос заедно със семейството си. Там тя научава от баща си, че Филики Етерия подготвя революция. През 1818 година, след смъртта на баща си, тя напуска Тинос. Когато избяхва Гръцкото въстание, тя отивна а Миконос, острова, от който произхожда и кани лидерите му да се присъединят към революцията. Мандо Маврогенус оборудва на свои разноски два капера, които преследват пиратите, които атакуват Миконос и други острови от групата на Цикладите. На 22 октомври 1822 година под нейно командване жителите на острова отблъскват османски десант. Маврогенус снабдява 150 души с оръжие, за да действат на Пелопонеския полуостров и изпраща войници и финансови средства на остров Самос, когато той е заплашен от турците. По-късно Маврогенус изпраща друга група от 50 мъже към Пелопонес, за да вземат участие в Обсадата на Триполица. Тя дава пари за част от войниците и техните семейства, за подготовка на кампанията в Северна Гърция и за подкрепата на няколко филелини (гръкофили).
По-късно Маврогенус събира флот от шест кораба и пехота, състояща се от 16 роти с 50 души всяка, които вземат участие в Битката при Каристос през 1822 година. Освен това тя спонсорира кампанията в Хиос, но не успява да предотврати клането, което се извършва там. Друга група от 50 души е изпратена за подкрепа на Никитарас в Битката при Дервенакия. Когато османският флот се появява в Цикладите, тя се завръща на Тинос и продава бижутата си, за да финансира въоръжението на 200 души, който да се бият с врага и да се грижи за 2000 души, оцелели при Първата обсада на Месолонги. Нейните мъже участват в няколко други битки като тези в Пелион, Фтиотида и Ливадия.
Маврогенус води делегация в Европа, която апелира към жените в Париж да заемат страната на гърците. През 1823 година тя се мести в Навплио, за да бъде в центъра на борбата, като оставя семейството си. Пак тогава тя се запознава с Димитриос Ипсилантис, за когото се сгодява. Скоро става известна в Европа със своята красота и смелост. През май 1823 година домът ѝ изгорен, а богатството ѝ открадното. След това тя отива да живее в Триполи с Ипсилантис, докато Григориос Папафлесас ѝ осигурява храна.
Когато Ипсилантис се разделя с Маврогенус, тя се връща обратно в Навплио, където живее в дълбока депресия, като скитница и не изплаща дълговете, които е натрупала в резултат на множеството битки. След смъртта на Ипсилантис и нейния политически конфликт с Йоанис Колетис, тя е прогонена от Навплио и се завръща на Миконос, където започва да пише мемоарите си. Тъй като е изхарчила състоянието си за войната ѝ се налага да живее в голяма бедност.
Когато войната приключва, Йоанис Каподистрияс ѝ дава званието генерал-лейтенант и ѝ дава подслон в Навплио, където тя се премества.

## Късни години
Маврогенус се премества в Парос през 1840 година, където се намират и някои от нейните роднини. Те живеят на острова, където нейният дом все още стои като исторически паметник, намиращ се близо до църквата „Света Богородица Екатонтапилиани“. Маврогенус умира на Парос през юли 1848 година в бедност.

## Култура
Имено на Мандо Маврогенус носи централният площад на Миконос, където е поставен и неин бюст. Централният площад на пристанищния град Парикия на Парос също носи нейното име. Гърция почита тази героиня като нарича няколко улици на нейно име. Гръцкото правителство пуска няколко възпоменателни монети в нейна чест. През 1971 година е направен филм за нейния живот, който се казва „Мандо Маврогенус“, в който главната роля играе Цени Карези. 
Маврогенус е изобразена на обратната стана на монетата от 2 драхми в периода 1988-2001 година.